# 南佐古
南佐古（みなみさこ）は、徳島県徳島市の町である。南佐古一番町～南佐古八番町がある。ほとんどは佐古地区だが、南佐古八番町の一部が加茂名地区に属す。郵便番号は、南佐古一番町～南佐古八番町がそれぞれ〒770-0031～0038。

## 人口
2025年1月1日。徳島市の調査より。
|              | 世帯数 | 人口  |
| ------------ | ------ | ----- |
| 南佐古一番町 | 0074   | 0142  |
| 南佐古二番町 | 0074   | 0140  |
| 南佐古三番町 | 0190   | 0344  |
| 南佐古四番町 | 0192   | 0389  |
| 南佐古五番町 | 0221   | 0424  |
| 南佐古六番町 | 0320   | 0619  |
| 南佐古七番町 | 0320   | 0611  |
| 南佐古八番町 | 0198   | 0346  |
| 計           | 1,589  | 3,015 |

## 地理
徳島市中央部、都心地域（中心市街地）の北西に位置する。ほとんどは佐古地区だが、南西端（南佐古八番町5番の大半）は加茂名地区である。
眉山北麓に位置し、鮎喰川の旧河道にあたる山麓後背湿地が発達する。北端に佐古川が流れ、南端は眉山山麓に達する。
ほぼ住宅地である。眉山山麓は寺社が並んでいる。

### 各地の地理
南佐古一番町
地域にある臨済宗妙心寺派・臨江寺は、蜂須賀家政妹、宝珠院の菩提寺で、境内にあった大松は阿波狸合戦で有名な「臨江寺のお松つぁん」である。南佐古では手間取ることを「オマツサンのこしらえで夜が明ける」といわれるが、これはお松狸が化粧をするのに長い時間をかけたとの伝えから起こった。
南佐古二番町
真言宗大覚寺派末寺で、万治年間開墓の立正寺、若宮神社がある。
南佐古三番町
眉山山麓には「佐古のお諏訪さん」として親しまれ、ツツジの名所としても知られる諏訪神社と阿波秩父観音霊場31番札所、徳島七福神霊場・寿老人の清水寺がある。
南佐古四番町
南は万年山墓所（徳島藩主蜂須賀家墓所）で限られる。万年山の中腹はお墓山と呼ばれ、8代徳島藩主蜂須賀宗鎮以後の歴代藩主（9代藩主蜂須賀至央を除く）とその一族の墓がある。佐古小学校西側の道路を俗に古馬場と呼んでいるが、これは椎宮八幡神社が万年山の山脚にあったためである。
南佐古五番町
徳島市営南佐古団地があり、辺りは閑静な住宅街となっている。
南佐古六番町
1924年に現在の南佐古六番町の三谷に徳島市上水道浄水場が建設された際、縄文時代の集落遺跡が発見された。工事現場から独木船・石器・土器などが出土した。大安寺は臨済宗妙心寺派末寺で徳島藩祖・蜂須賀家政の顧問僧であった泰雲が開山した寺院で蜂須賀家菩提寺のひとつ。境内には名泉菩薩泉があり、藩主のお茶の水として愛用された。
南佐古七番町
ツツジの名所で知られる椎宮八幡神社があり、1847年（弘化4年）に鳥居が建設されたが、第二次世界大戦後の国道192号拡幅のため取り壊された。境内には眉山湧水群の青龍水・雲龍水があり、とくしま水紀行50選、とくしま市民遺産に選定されている。

### 隣接する町
北は佐古川で佐古と接す。佐古も南佐古も一番町～八番町に分かれるが、各番町は少しずれている。南は眉山北麓を占める佐古山町と接す。加茂名町・西大工町とは、眉山山中で短い距離だけ接している。

### 地形
- 山：眉山（麓のみ）
- 川：佐古川

## 歴史
江戸時代には、街道沿いに発展した佐古町（現 佐古南部）の佐古川を挟んだ南に位置し、町屋の大谷通や、武家地があった。大谷（現 南佐古二番町付近）は青石（緑色片岩）の産地で、佐古川を使って運び出され、佐古川護岸や徳島城の石垣に使われた。
明治初期までは、佐古町の周囲（主に北）に広がる佐古村の一部だった。しかし、1880年から1881年にかけ佐古村の一部が佐古町に編入され、佐古村は佐古町の北と南に分断されたので、1881年、佐古村から南佐古村が分離された。1889年の市町村制により徳島市南佐古町となった。当時の人口は1042人で、佐古町（現 佐古南部）や北佐古町（旧 佐古村、現 佐古北部・北佐古）の1/5程度だった。
1937年、加茂名町が徳島市に編入された際、加茂名町蔵本の蛇谷前と海の宮を編入し、十六丁目までになった。1942年の町割変更後は、十丁目までになった。
1964年、南佐古の大半に西新町・南蔵本町の各一部を加え南佐古となり、南佐古一番町～南佐古八番町に分けられ、現在の町割となった。

## 施設
- 南佐古一番町
  - 三柱神社
  - 臨江寺（臨済宗妙心寺派、蜂須賀家政妹、糸姫の菩提寺）
- 南佐古二番町
  - 立正寺
  - 若宮神社
- 南佐古三番町
  - 諏訪神社
  - 清水寺
  - 天正寺
- 南佐古四番町
  - 徳島市佐古小学校
  - 万年山墓所（徳島藩主蜂須賀家墓所） ※参道のみ[3]
- 南佐古六番町
  - 佐古配水場ポンプ場（徳島市水道局佐古配水場）
  - 大安寺
- 南佐古七番町
  - 椎宮八幡神社（つつじ園）
  - 青龍水・雲龍水（眉山湧水群）
- 南佐古八番町
  - 産八幡神社  ※参道のみ[4]

- 臨江寺。
- 諏訪神社。
- 清水寺。
- 徳島市立佐古小学校。
- 佐古配水場ポンプ場。
- 佐古川。